# Tapirus lundeliusi
Tapirus lundeliusi is een uitgestorven tapir uit het ondergeslacht Helicotapirus die tijdens het Pleistoceen in Noord-Amerika leefde.

## Fossiele vondsten
Fossielen van Tapirus lundeliusi zijn gevonden in de Amerikaanse staat Florida en dateren uit het Vroeg-Pleistoceen (2,5 tot 1,6 miljoen jaar geleden), vallend binnen de North American Land Mammal Ages Blancan en Irvingtonian.

## Kenmerken
Tapirus lundeliusi was een middelgrote tapirsoort met het formaat van een bergtapir en een geschat gewicht van 202,8 kilogram.

## Taxonomie
Er zijn meerdere bewijsstukken die wijzen op de meeste, zo niet alle, van de vijf geaccepteerde tapirsoorten uit het Pleistoceen die in de huidige Verenigde Staten voorkomen (T. californicus, T. haysii (T. copei), T. lundeliusi, T. merriami, T. veroensis) en feitelijk tot dezelfde soort kunnen behoren. T. californicus werd door Merriam beschouwd als een ondersoort van T. haysii. T. californicus en T. veroensis zijn morfologisch bijna onmogelijk te onderscheiden en bezetten hetzelfde tijdsbestek, alleen gescheiden door locatie, en T. haysii, T. veroensis en T. lundeliusi worden als zo nauw verwant beschouwd dat ze hetzelfde ondergeslacht bezetten (Helicotapirus). Bovendien onderscheiden weinig details T. haysii en T. veroensis, behalve grootte, datum en slijtage van tanden; en de tussenliggende maten overlappen sterk met veel exemplaren die oorspronkelijk aan de ene soort waren toegewezen en later naar een andere waren overgebracht.